# Esther Obeng Dappah
Esther Obeng Dappah (in anderer Schreibweise: Esther Openg-Dapaah) ist eine Politikerin und Juristin in Ghana. Bei der Regierungsumbildung unter Präsident John Agyekum Kufuor im Juli 2007 wurde Dapaah als Ministerin für Land, Wälder und Minen vorgeschlagen und zum 1. August 2007 als Amtsnachfolgerin von Dominic Fobih ins Amt gewählt. 
Sie wurde bei den Parlamentswahlen in Ghana 2004 für den Wahlkreis Abirim Mitglied des Parlaments und Vorsitzende des Komitees für Frauen und Kinder und Mitglied des Komitees für Verfassungs- und Rechtsangelegenheiten (Committee on Constitutional and Legal Affairs). Sie war ebenfalls Mitglied des Panafrikanischen Parlaments.